# Ostericum citriodorum
Ostericum citriodorum är en flockblommig växtart som först beskrevs av Henry Fletcher Hance, och fick sitt nu gällande namn av R.H.Shan och C.Q.Yuan. Ostericum citriodorum ingår i släktet Ostericum och familjen flockblommiga växter. Inga underarter finns listade i Catalogue of Life.